# Franco Restivo

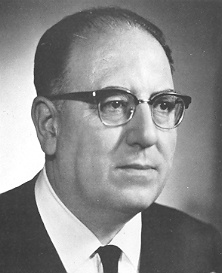
Franco Restivo

Francesco „Franco“ Restivo (* 25. Mai 1911 in Palermo; † 17. April 1976 in Francavilla di Sicilia, Provinz Messina) war ein italienischer Jurist und Politiker der Democrazia Cristiana, der sowohl Präsident der Autonomen Region Siziliens als auch Innen- und Verteidigungsminister Italiens und von 1958 bis zu seinem Tod Mitglied der Abgeordnetenkammer (Camera dei deputati) war.

## Leben

### Präsident Siziliens und Abgeordneter
Restivo, Sohn des Juristen und Abgeordneten Empedocle Restivo, studierte nach dem Schulbesuch Rechtswissenschaften an der Universität Palermo und wurde dort nach Abschluss des Studiums 1943 zunächst Dozent für Verfassungsrecht an der Juristischen Fakultät, ehe er anschließend Dozent für Öffentliches Recht an der Fakultät für Wirtschaft und Handel der Universität Palermo war.
1949 wurde er als Nachfolger von Giuseppe Alessi Präsident der Autonomen Region Siziliens und bekleidete diese Funktion bis zu seiner Ablösung durch Alessi im Jahr 1955.
Am 1. Juni 1958 wurde er als Kandidat der DC erstmals zum Mitglied der Abgeordnetenkammer gewählt und vertrat in dieser fast 18 Jahre lang bis zu seinem Tod den Wahlkreis Palermo. Während seiner langjährigen Parlamentszugehörigkeit war er zunächst Mitglied verschiedener Parlamentsausschüsse und unter anderem von Dezember 1960 bis Mai 1963 Vorsitzender des Sonderausschusses zur Überprüfung des Gesetzes Nr. 195 über die allgemeinen Bestimmungen der Verwaltung, das von dem Abgeordneten Roberto Lucifredi eingebracht worden war.
Im Anschluss war er während der vierten Legislaturperiode zwischen Juli 1963 und Februar 1966 einer der Vizepräsidenten der Camera dei deputati sowie zugleich von Juni 1963 bis Februar 1966 Vorsitzender des Parlamentsausschusses zur Kontrolle des staatlichen Rundfunk und Fernsehens der Radiotelevisione Italiana. Daneben war er zwischen Februar 1964 und Februar 1966 auch Vorsitzender eines Parlamentarischen Untersuchungsausschusses.

### Minister
Danach wurde Restivo am 23. Februar 1966 von Ministerpräsident Aldo Moro zum Minister für Land- und Forstwirtschaft (Ministro dell’Agricoltura i Foreste) in dessen drittem Kabinett berufen, dem er bis zum 24. Juni 1968 angehörte.
Im Anschluss wurde er am 24. Juni 1968 von Ministerpräsident Giovanni Leone zum Innenminister (Ministro dell’Interno) in dessen zweites Kabinett berufen. Das Amt des Innenministers bekleidete er auch in den nachfolgenden Regierungen der Ministerpräsidenten Mariano Rumor und Emilio Colombo fast vier Jahre lang bis zum 17. Februar 1972.
Zuletzt war Restivo vom 17. Februar bis zum 26. Juni 1972 Verteidigungsminister (Ministro della Difesa) in der ersten Regierung von Ministerpräsident Giulio Andreotti. Während dieser Zeit war er kraft Amtes auch Kanzler und Schatzmeister des Militärischen Ordens (Ordine militare d’Italia).